# Jean Sibelius
Jean Sibelius (phát âm tiếng Thụy Điển: [ˈjɑːn siˈbeːliʉs, ˈʃɑːn -], gần giống: Gian Si-bê-li-út; tên khai sinh là Johan Julius Christian Sibelius; 8 tháng 12 năm 1865 – 20 tháng 9 năm 1957) là một nhà soạn nhạc Phần Lan cuối thời kỳ lãng mạn, ông được coi là một trong những nhà soạn nhạc nổi tiếng nhất giai đoạn cuối thế kỷ 19 đầu thế kỷ 20. Âm nhạc của ông đã góp một phần quan trọng trong việc xác định Phần Lan trên bản đồ âm nhạc thế giới.
Các tác phẩm chính của ông gồm bảy bản giao hưởng. Cũng giống như Beethoven, Sibelius sử dụng mỗi tác phẩm để hoàn thiện phong cách soạn nhạc mang cá tính riêng. Hiện nay, những tác phẩm này của Sibelius vẫn còn được thu âm và biểu diễn thường xuyên tại các buổi hòa nhạc.
Ngoài giao hưởng, Sibelius còn được biết đến với các tác phẩm như Finlandia, Valse Triste, Violin Concerto, Karelia Suite và Swan of Tuonela. Ngoài ra, ông còn sáng tác các tác phẩm dựa trên nguồn cảm hứng từ tập thơ Kalevala, 100 bài hát cho giọng ca và piano, nhạc nền (incidental music) cho 13 vở kịch, tác phẩm opera Jungfrun i tornet (Thiếu nữ trong tòa tháp), nhạc giao hưởng, nhạc piano. Ông cũng cho xuất bản 21 cuốn sách về hợp xướng, nhạc nghi lễ. Sibellius sáng tác rất nhiều tác phẩm cho đến tận giữa thập niên 1920. Tuy nhiên, sau khi hoàn thành bảy bản bản giao hưởng năm 1924 và bản thơ giao hưởng Tapiola năm 1926, ông không cho ra đời thêm bất cứ tác phẩm nào trong ba mươi năm cuối của cuộc đời. Tuy vậy thì dù mang tiếng không sáng tác nữa nhưng Sibellius vẫn tiếp tục viết nhạc và chỉnh sửa lại các tác phẩm đầu sự nghiệp của ông.

## Cuộc đời

### Thời thơ ấu[1]
Jen Sibelius có mẹ có gốc gác Thụy Điển. Bà biết chơi nhiều nhạc cụ. Con trai bà, Sibelius, bắt đầu học nhạc từ khi lên 5 tuổi. Đến khi 9 tuổi, Sibelius được học có hệ thống về âm nhạc. Năm 10 tuổi đã có tác phẩm đầu tay, Cuộc đời của dì Evalina bằng âm nhạc và tiểu phẩm Những giọt nước. Cậu bé viết sau khi đọc về sáng tác nhạc trong sách vở. 

### Trưởng thành[2]
Năm 1885, Sibelius học khoa luật tại Đại học Helsinki. Đồng thời, ông cũng học thêm âm nhạc ở một nhạc viện. Sau đó, ông bỏ hẳn việc học luật để chuyên tâm học nhạc. Ông học sáng tác âm nhạc với thầy Martin Wegelius và học chơi violin với một người khác. Sau đó, Sibelius lại đến Viên để tiếp tục học nhạc tại nhạc viện vào năm 1890 và 1891. Ở đó, ông học viết các bản giao hưởng. Giữa năm 1892, ông dạy học tại Học viện Âm nhạc Helsinki. Cuối năm đó ông đã cho ra đời Kullervo. Trong các năm 1893-1897, ông viết một tổ khúc để ca ngợi người anh hùng dân tộc Phần Lan Lemminkainen. Năm 1897, Sibelius được chính phủ Phần Lan trợ cấp hàng năm, giúp ông có điều kiện sáng tác tốt hơn. Đến năm 1931, Sibelius đã kết thúc sự nghiệp âm nhạc của mình, mặc dù phải đến năm 1957 ông mới vĩnh viễn ra đi. Tuy im tiếng lâu như vậy, danh tiếng của ông là không thể chối cãi. Ông được người dân trong nước và quốc tế ngưỡng mộ. Các tác phẩm của ông vẫn được lựa chọn để biểu diễn. 

## Phong cách âm nhạc[3]
Jean Sibelius coi âm nhạc có tiêu đề là phương tiện thể hiện những hình tượng cụ thể và những tư tưởng tiến bộ có ý nghĩa xã hội. Bản lĩnh bậc thầy trong sáng tác của ông trong các tác phẩm dành cho dàn nhạc giao hưởng đã phần nào đó làm lu mờ vẻ đẹp trong các tác phẩm dành cho hợp xướng và thanh nhạc của ông. Giống như Edward Elgar, Sibelius viết một lượng đáng kể nhạc nhẹ có chất lượng cao. Nhạc viết cho sân khấu của ông cũng cực kỳ tinh tế. Vị trí cao của ông trong lĩnh vực nhạc giao hưởng là không thể phủ nhận. Ông đã bồi đắp thêm vẻ đẹp của âm nhạc lãng mạn, chứ không phải chống lại nó. Ông là biểu tượng cho nền âm nhạc mang màu sắc dân tộc Phần Lan.

## Danh mục tác phẩm

### Sáng tác cho dàn nhạc
- Kullervo, Symphonic Poem for soprano, baritone, chorus and orchestra, Op. 7 (1892)
- En Saga, Tone Poem for orchestra, Op. 9 (1892/1902)
- Karelia Overture for orchestra, Op. 10 (1893)
- Karelia Suite for orchestra, Op. 11 (1893)
- Rakastava (The Lover) for male voices and strings or strings and percussion, Op. 14 (1893/1911)
- Lemminkäinen Suite (Four Legends from the Kalevala) for orchestra, Op. 22 (1893) – these legends, which include The Swan of Tuonela, are often performed separately
- Skogsrået (The Wood Nymph), Tone Poem for orchestra, Op. 15 (1894)
- Vårsång (The Spring Song) for orchestra, Op. 16 (1894)
- Kung Kristian II (King Christian II), Suite from the incidental music for orchestra, Op. 27 (1898)
- Sandels, Improvisation for chorus and orchestra, Op. 28 (1898)
- Finlandia for orchestra and optional chorus, Op. 26 (1899)
- Snöfrid (The Beloved Beauty) for reciter, chorus and orchestra, Op. 29 (1899)
- Tulen Synty (The Origin of Fire), Op. 32 (1902)
- Symphony No. 1 in E minor for orchestra, Op. 39 (1899/1900)
- Symphony No. 2 in D major for orchestra, Op. 43 (1902)
- Violin Concerto in D minor, Op. 47 (1903/1905)
- Kuolema (The Death) (Valse triste and Scene with Cranes) for orchestra, Op. 44 (1904/06)
- Dance Intermezzo for orchestra, Op. 45/2 (1904/07)
- Pelléas et Mélisande, Incidental music/Suite for orchestra, Op. 46 (1905)
- Pohjolan tytär (Pohjola's Daughter), Tone Poem for orchestra, Op. 49 (1906)
- Symphony No. 3 in C major for orchestra, Op. 52 (1907)
- Svanevit (Swan-white), Suite from the incidental music for orchestra, Op. 54 (1908)
- Nightride and Sunrise, Tone Poem for orchestra, Op. 55 (1909)
- Dryadi (The Dryad) for orchestra, Op. 45/1 (1910)
- Two Pieces from Kuolema for orchestra, Op. 62 (1911)
- Symphony No. 4 in A minor for orchestra, Op. 63 (1911)
- Scènes Historiques, Suite No. 2, Op. 66 (1912)
- Two Serenades for violin and orchestra, Op. 69 (1912)
- Barden (The Bard), Tone Poem for orchestra and harp, Op. 64 (1913/14)
- Luonnotar (Spirit of Nature, Mother Earth), Tone Poem for soprano and orchestra, Op. 70 (1913)
- Aallottaret (The Oceanides), Tone Poem for orchestra, Op. 73 (1914)
- Impromptu, Op. 78 (1915)
- Symphony No. 5 in E-flat major for orchestra, Op. 82 (1915, revised 1916 and 1919)
- Oma Maa (My Own Land) for chorus and orchestra, Op. 92 (1918)
- Jordens sång (Song of the Earth) for chorus and orchestra, Op. 93 (1919)
- Valse Lyrique, Op. 96 (1920)
- Symphony No. 6 in D minor for orchestra, Op. 104 (1923)
- Symphony No. 7 in C major for orchestra, Op. 105 (1924)
- The Tempest, Incidental music for soloists, chorus and orchestra, Op. 109 (1925)
- Väinön virsi (Väinö's Hymn) for chorus and orchestra, Op. 110 (1926)
- Tapiola, Tone Poem for orchestra, Op. 112 (1926)
- Andante Festivo (for string quartet 1922; string orchestra and timpani 1938)
- Suite for violin and strings, Op 117

### Sáng tác khác
- Viisi joululaulua, (Five Christmas Songs) Op. 1, solo songs (1897–1913)
- Seven Songs, Op. 17, with lyrics by J. L. Runeberg, K. A. Tavaststjerna, Oscar Levertin, A.V. Forsman (Koskimies, Finnish surname), and Ilmari Calamnius (Kianto, Finnish surname). Composed between 1891 and 1904.
- Incidental music to Hjalmar Procopé's play Belshazzar's Feast, Op. 51 (1906)
- Voces intimae, Op. 56, string quartet (1909)
- Jäger March (Jääkärimarssi), for male chorus and symphony orchestra, Op. 91a (1915)